# 세이무 천황
세이무 천황(일본어: 成務天皇, 84년 ~ 190년 7월 30일(음력 6월 11일))은 일본의 13대 천황(재위 : 131년 2월 19일(음력 1월 5일) ~ 190년 7월 30일(음력 6월 11일))으로 전하는 인물이다. 일본식 시호는 와카타라시히코노미코토(稚足彦尊), 고사기(古事記)는 와카타라시히코노스메라노미코토(若帯日子天皇)이다.
다라시히코(足彦, 帯日子, 帯日古, 帯比古) 칭호는 제12대 게이코, 제13대 세이무, 제14대 주아이 등 3명의 천황이 가지고 있는데, 7세기 전반에 재위했던 것이 확실한 제34대 조메이, 제35대 고교쿠(제37대 사이메이) 등 2명의 천황도 같은 칭호를 가지고 있음을 볼 때, 다라시히코 칭호는 7세기 전반의 것으로 보인다. 따라서 제12, 13, 14대 천황들에 대한 다라시히코 칭호는 후세의 조작으로 보는 설이 있고, 세이무 천황의 실존성에는 의문이 생긴다. 《고사기》와 《일본서기》의 기사의 대부분은 야마토타케루노미코토(日本武尊)의 이야기가 차지하고 있고, 나머지는 제기(帝紀 : 천황 또는 황실의 계보 등) 부분으로 되어 있어, 역사적 실재성에는 의문을 가질 수도 있다. 그 실재성을 가정한다면 그 연대는 4세기 중반으로 추정할 수 있다.

## 가족 관계
- 아버지 : 일본 제12대 게이코 천황(成務天皇, 기원전 13~130)
- 어머니 : 야사카이리비메노미코토(八坂入媛命)
  - 비 : 오토타카라노이라쓰메(弟財郎女)
    - 장남 : 와카누케노미코(和謌奴氣王)

  - 비 : 기비노이라쓰메(吉備郎姫)

| 전 임 게이코 천황 | 제13대 일본 천황 131년 2월 19일? ~ 190년 7월 30일? | 후 임 주아이 천황 |

## 같이 보기
- 일본 천황